# MSNBC
«MSNBC» — американський кабельний канал зі штаб-квартирою в Нью-Йорку, заснований 15 липня 1996. Отримав назву від двох компаній, що формують канал — Microsoft Network (MSN) і NBC. 82% належить NBC Universal, а залишок (18%) корпорації Майкрософт. Доступний у США, Канаді, Південній Африці та Близькому Сході.